# José Henriques Figueira
José Henriques Figueira, usualmente citado como José H. Figueira (Montevideo, 23 de julio de 1860 - Montevideo, 6 de noviembre de 1946), fue un antropólogo y educador uruguayo.

## Biografía
Sus padres fueron Juan H. Figueira y Carolina H. de Figueira oriundos de la Isla Madera de Portugal. Sus padres lo incentivaron a estudiar varios idiomas que dominaba con seguridad.
Realizó estudios de antropología en París y en Berlín durante una estancia de estudios. Esos conocimientos los vertió en actividades en Uruguay, como la creación de la sección de Antropología que participó de la Exposición Histórico Americana de Madrid en 1892 con motivo del 4º Centenario del Descubrimiento de América. Por la participación en ese evento Gobierno español le otorgó la orden de Oficial de Isabel la Católica .
Una biblioteca en la Ciudad Vieja de Montevideo lleva su nombre.
Su preocupación por la enseñanza de la lectoescritura quedó reflejada en su obra. Publicó varios materiales destinados a este fin: El lector moderno, un libro breve para la enseñanza privada a modo de introducción en la materia; las Instrucciones para la enseñanza de la lectura elemental y la ortografía; y, más adelante, un método compuesto por varios libros para las escuelas de niños y adultos, cuyos títulos sufrieron algunas modificaciones en las sucesivas ediciones: Paso a paso, Adelante, Un buen amigo, Trabajo y Vida. También fue célebre su trabajo titulado Los primitivos habitantes del Uruguay. Ensayo paleoetnológico (Dornaleche y Reyes, Montevideo, 1892). Escribió otras obras de carácter pedagógico (La educación musical en la escuela primaria, Impr. Artística de Dornaleche y Reyes, Montevideo, 1893), así como un poemario (Voces de la vida, Impresora Uruguaya, Montevideo, 1932).

## Obras
- Los primitivos habitantes del Uruguay (1892)
- "Un buen amigo" Nuevo método directo y rápido de lectura. Escritura corriente y ortografía usual.  (1907)
- Voces de la vida - Poesía